# Кузнецов, Дмитрий Васильевич
Кузнецов Дмитрий Васильевич (1904—1942) — советский лётчик, участник Великой Отечественной войны.

## Биография
Родился в 1904 году в деревне Федотьево Российской империи, ныне Ярославской области.
В 1930 году окончил школу военных лётчиков на Украине. Стал пилотом 1-класса, командиром корабля ПС-84 (Ли-2) Московской авиагруппы особого назначения. В РККА служил с 9 июля 1941 года (приказ НКО № 0047).
За период Великой Отечественной войны налетал 896 часов, сделав 566 вылетов. Только за октябрь—декабрь 1941 года, во время обороны Ленинграда, совершил 210 боевых вылетов. Перевёз в осаждённый Ленинград 46 тонн боеприпасов, 165 тонн продовольствия; эвакуировал 725 десантных бойцов, 1845 пассажиров, 26 тонн груза. Выполнял полёты в Ленинград и обратно днём и ночью, даже в тяжёлых метеоусловиях.

За один день он совершил 6 рейсов в Ленинград и обратно в Новую Ладогу, доставив 20 тонн.

 Из донесений

«19 ноября Д. В. Кузнецов взял на борт свыше трёх тонн продовольствия и, несмотря на нелётную погоду, частичное обледенение машины, мастерски выполнил слепой полёт, приземлившись на Комендантском аэродроме».
«21 ноября самолёты группы Кузнецова доставили защитникам города 211,8 тонны продовольствия, отлично выполнили задания в составе группы Кузнецова командиры экипажей Ли-2 В. И. Шутов, И. Г. Мосалев, А. Д. Калина, В. И. Заерко, М. Я. Бычков, Г. К. Кожевич, И. И. Селезнёв, Н. Н. Симаков».
— «Белые ночи» (альманах) 1978. С. Д. Рыбальченко. Крылатые богатыри. Воздушный мост блокадного Ленинграда
Именно лётчиками Д. В. Кузнецова было предложено заменить тяжёлую деревянную тару на лёгкие бумагу, фанеру, мешковину. Советская промышленность тут же наладила выпуск прессованного мяса в удобных блоках по 20 кг.
Благодаря примеру и предложениям Кузнецова время погрузки и разгрузки самолётов сократилось, что позволило организовать дополнительные рейсы. Также увеличился вес перевозимого каждым самолётом груза на 50—70 кг, что в условиях голода было весьма существенно. Из салонов самолётов убрали всё «лишнее»: подогреватели, запчасти, скамьи… Недозаправка топливом самолётов на обратном пути позволила каждым рейсом вывозить на 5—6 человек больше.
21 ноября лётная группа Дмитрия Кузнецова из 9-и ПС-84 совершила 5 рейсов в Ленинград. Это был рекорд!

«Образцом мужества, решительности, самопожертвования являлся для всего личного состава соединения лучший лётчик Авиагруппы Дмитрий Кузнецов.

Имя этого скромного и незаметного героя было известно каждому ленинградскому жителю. Когда он проходил по заснеженным улицам Ленинграда, прохожие говорили:

— Вот идёт наш кормилец».
— ПОЛЁТЫ В ОСАЖДЁННЫЙ ГОРОД.
 РГАСПИ (Ф. 643. Оп. 1 Д. 286. Л. 50, 51, 53)
Фрагмент из Боевого альбома «История 10-й гвардейской авиационной транспортной дивизии ГВФ», в котором излагается подвиг Кузнецова.
В авиагруппе поставил рекорд по налёту часов, налетав за год войны 1505 часов.

«Все силы для фронта» — было девизом экипажа т. КУЗНЕЦОВА.

Имя отважного командира девятки широко было известно трудящимся Ленинграда. 

На боевом счету т. Кузнецова нет невыполненных заданий. 

Существует рисунок Н. И. Розова, на котором изображены самолёт «ПС-84» № 3484 и командир корабля Д. В. Кузнецов.
Портрет капитана Д. В. Кузнецова на Невском проспекте был вывешен во время блокады. Кузнецов выступил инициатором соревнования лётчиков за увеличение количества продовольственных рейсов в Ленинград и за наибольшую загрузку самолётов.
Впоследствии выполнял рейсы к партизанам в тыл врага — доставлял боеприпасы, вооружение, листовки и другое. Члены его экипажа: бортмеханик И. В. Гордов, бортрадист А. И. Павлов, стрелок В. П. Малофеев.
Погиб при катастрофе самолёта 18 июня 1942 года.

## Награды
- Орден Ленина (18.07.1942).[7]
- Два ордена Красного Знамени (26.11.1941, 10.02.1942).[8]
- Почётный знак ГВФ (налетал более 6500 часов)
- Награждён именными часами.[9]